# Píllaro (kanton)
Píllaro – kanton w prowincji Tungurahua, w Ekwadorze. Stolicą kantonu jest Píllaro.